# José Arce Cerda
José Arce Cerda (Parral, 1848 - Santiago, 1911) fue un médico y político chileno. 

## Biografía
Estudió en el Instituto Nacional desde 1860 y en la Universidad de Chile en 1872, año en el que ingresó al Hospital San Juan de Dios en calidad de alumno interno, con la obligación de efectuar las operaciones de cirugía menor. Permaneció en este asilo hasta 1878, año en que se graduó como médico cirujano.
Asistió a los heridos en la campaña del norte (Guerra del Pacífico). Asistió a varias batallas en calidad de médico, Rendida la ciudad de Lima, fue nombrado médico jefe de los hospitales de El Callao. Volvió a Chile, en 1881, siendo nombrado jefe del Hospital San Vicente.
Adhirió al Partido Liberal Democrático, seguidor de los ideales de Benjamín Vicuña Mackenna. Fue elegido Diputado por Parral y Loncomilla en 1885 y por Rere y Puchacay en 1888. 
Designado delegado universitario de la Escuela de Medicina (1890), dejando la diputación en manos del suplente Juan Villamil Blanco. 
Elegido nuevamente al Congreso, por Arauco, Lebu y Cañete en 1891, se vio envuelto en el desastre de la Guerra Civil de 1891, apoyando la posición del presidente José Manuel Balmaceda. 
Alcalde de Santiago en 1896, siendo sus obras la pavimentación con mosaicos de la Plaza de Armas y de la Alameda de Las Delicias (Alameda Bernardo O'Higgins) y la formación del Parque Inglés, frente a la iglesia de San Francisco y del Hospital San Juan de Dios. Posteriormente fue Inspector sanitario del Matadero de Santiago (1910).